# Hyperbaena vulcania
Hyperbaena vulcania är en tvåhjärtbladig växtart som beskrevs av Standley och Steyerm.. Hyperbaena vulcania ingår i släktet Hyperbaena och familjen Menispermaceae. Inga underarter finns listade i Catalogue of Life.